# 李昀琦
李昀琦（1993年8月28日—），河南郑州人，中国男子游泳运动员。

## 簡歷
2012年，李昀琦代表中国出戰英國倫敦舉行的奥林匹克运动会游泳比賽男子200米自由泳及4×200米自由泳接力賽事（季军）。